# Marisa Cerani
Marisa Cerani, all'anagrafe Maria Luigia Cerani (21 dicembre 1908 – 11 dicembre 1997), è stata una schermitrice italiana, specializzata nel fioretto. Ha vinto una medaglia di bronzo ai Campionati internazionali di scherma.

## Palmarès
In carriera ha ottenuto i seguenti risultati:

### Mondiali
Individuale
A squadre
- Bronzo nel fioretto a Varsavia 1934

### Campionati italiani
Individuale
- Oro nel fioretto nel 1928
- Oro nel fioretto nel 1933

A squadre